# Holotrichia ceylonensis
Holotrichia ceylonensis är en skalbaggsart som beskrevs av Moser 1912. Holotrichia ceylonensis ingår i släktet Holotrichia och familjen Melolonthidae. Inga underarter finns listade i Catalogue of Life.